# Nogaïs
Cet article concerne le peuple nogaï. Pour la langue nogaï, voir Nogaï (langue). Pour le chef mongol, voir Nogaï.
- Population de Nogaïs de plus de 10 000 personnes
- Population de Nogaïs entre 5 000 et 10 000 personnes
- Présence de Nogaïs

Les Nogaïs, Nogay (Ногай) ou Noghai sont un peuple turcique  du Caucase. La plupart vivent en Russie, essentiellement dans la république du Daghestan, mais également dans le kraï de Stavropol, en Karatchaïévo-Tcherkessie et dans l'oblast d'Astrakhan. La diaspora se répartit entre la Turquie (notamment autour de Kars), la Roumanie (Dobrogée) et la presqu’île de Crimée. Leur langue est le nogaï ou nogay, proche du tatar. Les Nogaïs descendent des turciques , qui formèrent la Horde Nogaï au XIVe siècle.  Descendants des Hordes Mongoles : Les Nogais tirent leur nom de Nogai Khan, un général et chef militaire de l’Empire mongol au XIIIe siècle. Ils sont considérés comme les descendants des peuples turco-mongols des steppes, notamment de la Horde d’Or. 

Drapeau des Nogaïs.

## Appellations
Les nogaïs tirent leur nom du prince Nogaï, fils de Tatar et arrière-fils Bouval, qui fut une personnalité importante parmi les kipchaks de Horde d'or à la fin du XIIIe siècle. Ils sont parfois appelés Tatars. Dans l'oblast d'Astrakhan, on les confond parfois avec les Tatars d'Astrakhan.

## Histoire

Territoire de la Horde Nogaï à la fin du XVe siècle.

Le nom Nogaï est issu du khan Nogaï, général de la Horde d'or (ou Khanat kiptchak),. La Horde d'or était principalement constituée de tribus manghit. La Horde Nogaï soutenait le khanat d'Astrakhan, et après la conquête d'Astrakhan par les Russes en 1556, ils firent allégeance au khanat de Crimée. Les Nogaïs protégeaient les marches septentrionales du khanat et menaient des escarmouches dans les Champs sauvages pour empêcher leur colonisation par les Slaves. Beaucoup de Nogaïs migrèrent vers la péninsule de Crimée où ils servirent dans la cavalerie du Khan. Ils possédaient des troupeaux de bétail, et transhumaient à chaque saison. Ils étaient fiers de leurs traditions nomades et de leur indépendance, qu'ils considéraient comme supérieures au mode de vie sédentaire.
Environ 500 000 Nogaïs migrèrent sur le territoire de la Turquie contemporaine au XVIe siècle après la chute de la Horde Nogaï. Ils s'installèrent à Şanlıurfa, Gaziantep, Kırşehir, Eskişehir, Adana, Kahramanmaraş, Afyonkarahisar et Bursa, villes où la langue nogaïe n'est plus parlée, mais où les traditions nogaïes peuvent être retrouvées.
Au début du XVIIe siècle, les Oïrats, ancêtres des Kalmouks, quittèrent le bassin de l'Irtych, dans les steppes de Sibérie méridionale, pour s'installer dans la région du cours inférieur de la Volga. Plusieurs raisons ont été avancées pour cette migration, mais l'idée la plus couramment retenue est que les Kalmouks recherchaient des pâturages abondants pour leurs troupeaux. Ils atteignirent la Volga en 1630. Les terres qu'ils y trouvèrent étaient occupées par la Horde Nogaï, qu'ils chassèrent. Les Nogaïs se réfugièrent dans les plaines du Nord du Caucase et au sein du khanat de Crimée, zones qui étaient sous contrôle de l'Empire ottoman. Certains groupes de Nogaïs cherchèrent la protection de la garnison russe d'Astrakhan. Ceux qui restèrent devinrent des vassaux des Kalmouks.
Après l'annexion de la Crimée par les Russes en 1771, les terres pastorales des Nogaïs furent occupées par des colons slaves. Dans les années 1770 et 1780, Catherine II fit déporter environ 120 000 Nogaïs de Bessarabie et des régions Nord de la mer d'Azov à Kouban et dans le Caucase. En 1790, pendant la guerre russo-turque de 1787-1792, le prince Grigori Potemkine ordonna la déportation de certaines familles nogaïes du Caucase, car il craignait leur défection au profit de l'Empire ottoman, et les fit relocaliser au nord de la mer d'Azov. Avec le traité d'Iași, les frontières russes s'étendirent jusqu'au Dniestr, englobant le Yedisan. Le traité de Bucarest de 1812 donne aux Russes le contrôle de Boudjak.
En 1783, une révolte nogaïe dans le Kouban est écrasée par le général russe Alexandre Souvorov. Un certain nombre de Nogaïs trouvèrent refuge parmi les Adyguéens durant cette période. Un grand nombre rejoint l'Empire ottoman. On estime que 7 000 Nogaïs se sont installés dans la région de Dobroudjaavant en 1860 ; la plupart des Nogaïs de cette région migra plus tard en Anatolie. Cependant, le grand exode des Nogaïs eut lieu en 1860. De nombreux clans Nogaîs de Kouban migrèrent en 1859 vers le Sud de l'Ukraine, où ils hivernèrent. Ils émigrèrent soit par le port de Théodosie, soit par celui de Kertch. Environ 50 000 Nogaïs parmi les 70 000 de Kouban et de la région adjacente de Stavropol quittèrent la Russie pour rejoindre l'Empire ottoman pendant cette période. De la même manière, un nombre équivalent de Nogaïs quittèrent l'Ukraine vers 1861. D'autres clans migrèrent directement depuis le Caucase vers l'Anatolie avec les Adyguéens pendant le nettoyage ethnique des Circassiens. Les Nogaïs avaient cohabité avec les mennonites allemands du bassin du Molotchna en Ukraine entre 1803 — date où les mennonites s'y installèrent — et 1860.

## Répartition
Les Nogaïs représentent une minorité nationale importante en Russie et en Turquie. On en trouve également des communautés plus discrètes en Roumanie, en Jordanie, en Crimée et en Bulgarie. Enfin, quelques centaines d'individus sont recensés en Ukraine (385 en 2001), en Ouzbékistan, et au Kazakhstan.
Les principales villes occupées par les Nogaïs de nos jours sont Kizliar et Babayourt, au Daghestan.
La population totale de Nogaïs serait en tout d'environ 230 000 personnes. D'autres sources considèrent que la population globale atteint le million d'individus en comptant les Nogaïs incorporés dans d'autres ethnies turcophones.

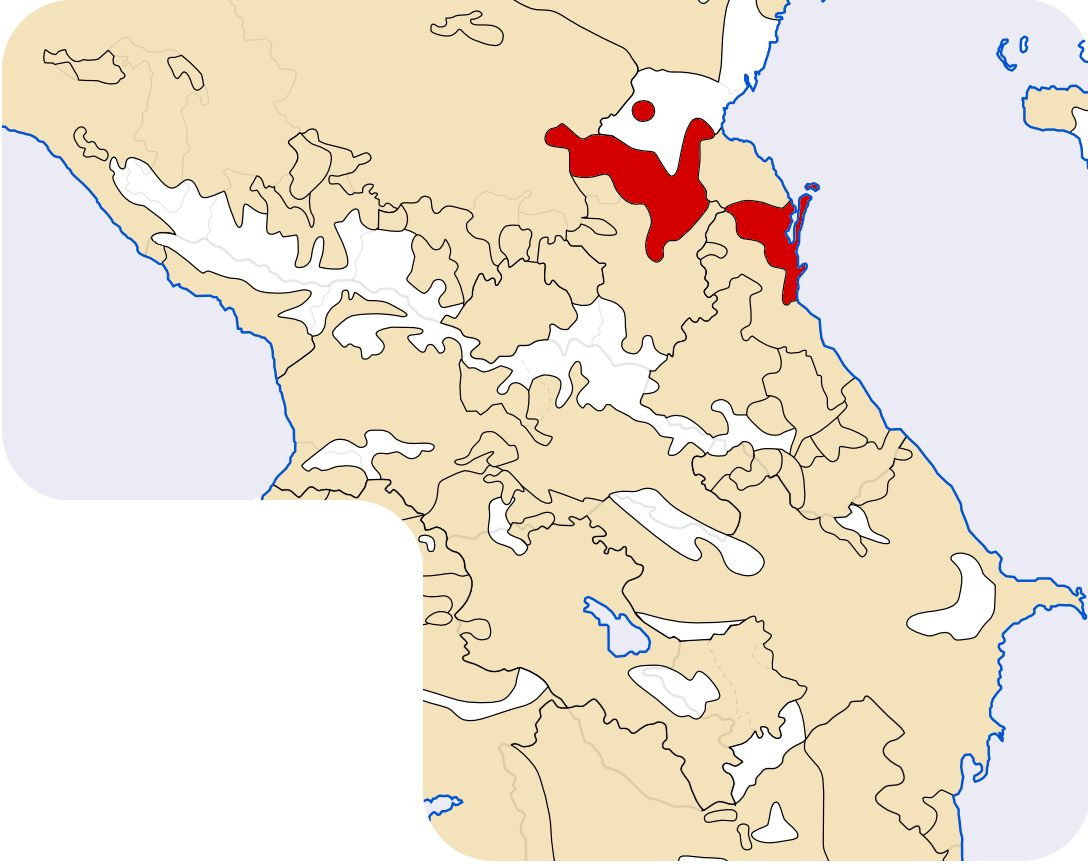
Localisation des Nogaïs au Daghestan.
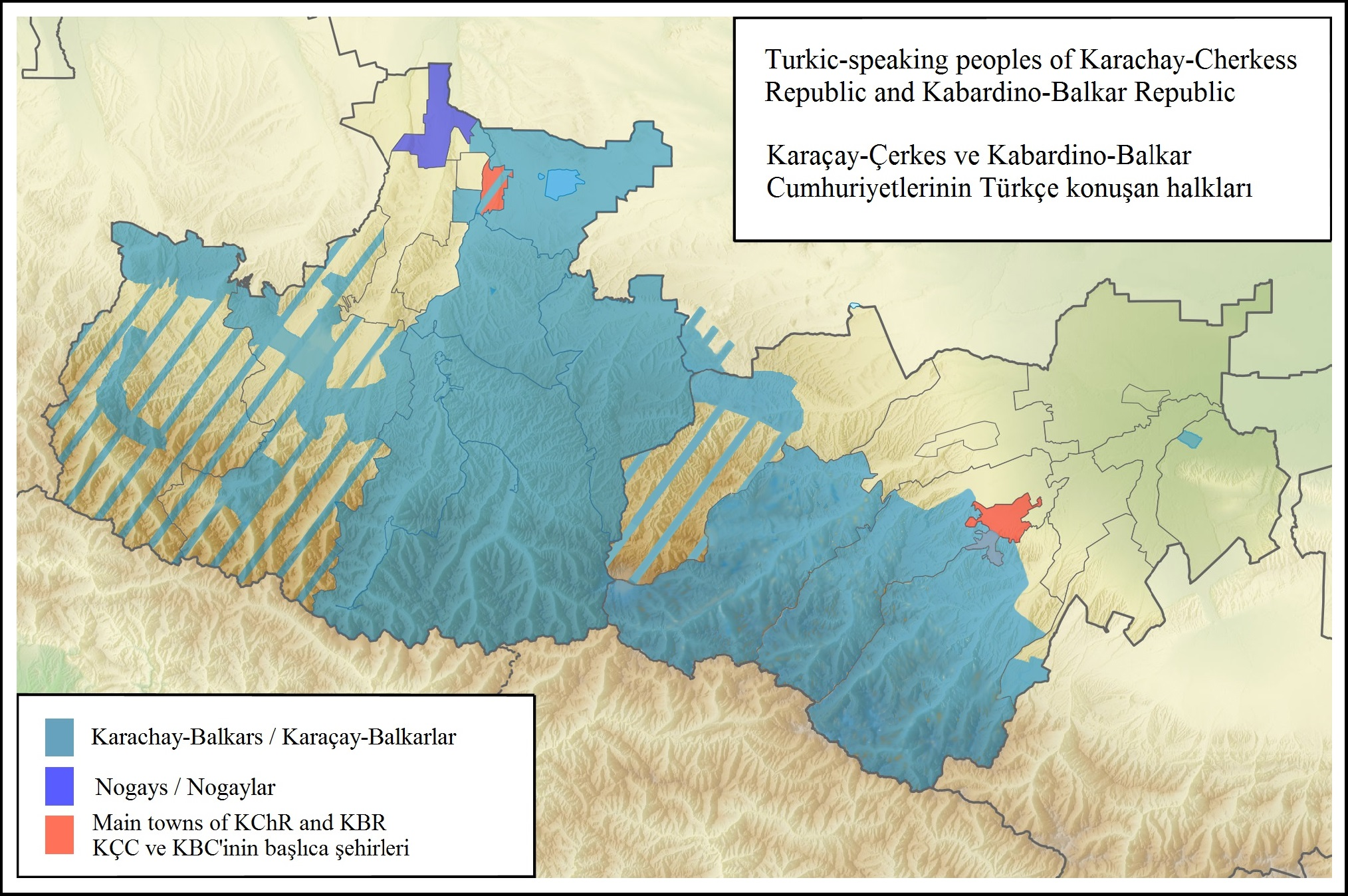
Localisation des Nogaïs en Karatchaïévo-Tcherkessie.

## Culture
Historiquement peuple cavalier, les Nogaïs partagent des éléments culturels avec d'autres peuples turcs nomades. Les Nogaïs de Turquie ont perdu leurs spécificités culturelles en s'adaptant à leur pays d'accueil.
La plupart des Nogaïs sont musulmans sunnites.

### Langue
Le nogaï est une langue turque. Outre les régions où habitent les Nogaïs de nos jours, il est encore utilisé dans certaines régions qu'ils occupaient historiquement, comme en Crimée, en Dobroudja, ainsi que dans des villages d'Anatolie. Les deux principaux dialectes du nogaï sont le karanogaï, présent au Daghestan et en Tchétchénie, et le dialecte de Kouban, présent en Karatchaïévo-Tcherkessie ; on trouve également des patois comme celui d'Astrakhan (ru).

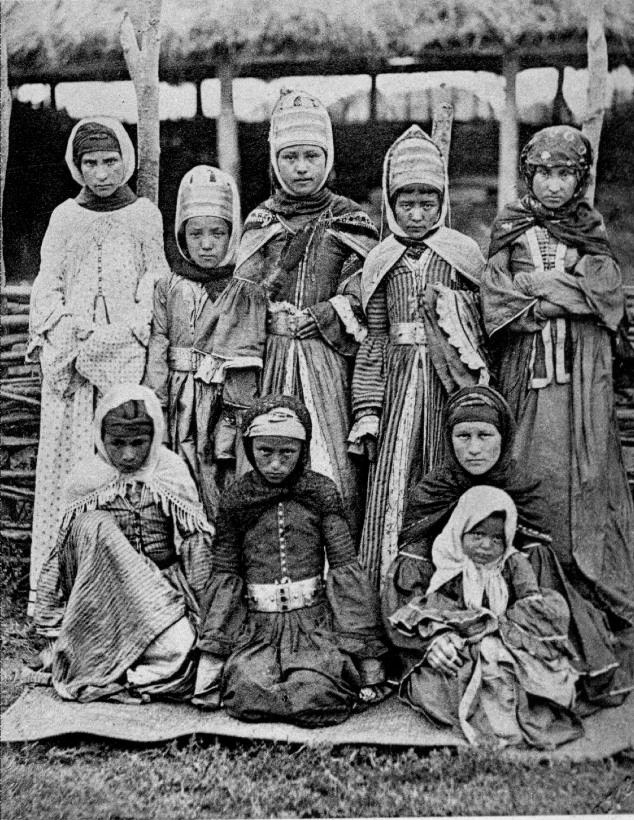
Jeunes filles nogaïes en costume traditionnel au début du XXe siècle.

L'alphabet utilisé entre du XVIIIe siècle à 1928 était basé sur l'alphabet arabe, et de 1928 à 1938 sur l'alphabet latin. L'alphabet cyrillique est utilisé depuis 1938.

### Habitat traditionnel
L'habitat traditionnel nogaï est la yourte, qui se transportait dans une araba lors des transhumances ; les Nogaïs vivaient en groupes d'une dizaine à deux centaines de familles, et l'ensemble de leurs yourtes formait l'aoul. D'autres sources voient dans l'araba l'habitat des Nogaïs.
De nos jours, les Nogaïs du Caucase vivent plutôt dans des maisons de briques.

### Costume traditionnel
Les vêtements traditionnels des Nogaïs ont un lien avec leur mode de vie nomade : les bottes étaient très montantes, les pantalons amples pour le confort du cavalier. Certaines pièces sont très présentes dans le costume de la vie courante, comme le bechmet (ru) (vêtement de corps à haut col) et le bachlyk (capuchon), le sarouel, le touloup (ru) (manteau de fourrure ouvert).
De nos jours, les vêtements traditionnels ne sont plus utilisés, et les Nogaïs s'habillent à l'européenne. Les personnes âgées portent parfois certains habits rappelant le costume national, comme le papakha pour les hommes, ou un châle pour les femmes. 